# Escaudœuvres
Escaudœuvres is een gemeente in het Franse Noorderdepartement (Frans: département du Nord) (regio Hauts-de-France). De plaats maakt deel uit van het arrondissement Cambrai. In de gemeente ligt spoorwegstation Escaudœuvres. Escaudœuvres telde op 1 januari 2022 3.180 inwoners.

## Geografie
De oppervlakte van Escaudœuvres bedroeg op 1 januari 2022 6,64 vierkante kilometer; de bevolkingsdichtheid was toen 478,9 inwoners per km².

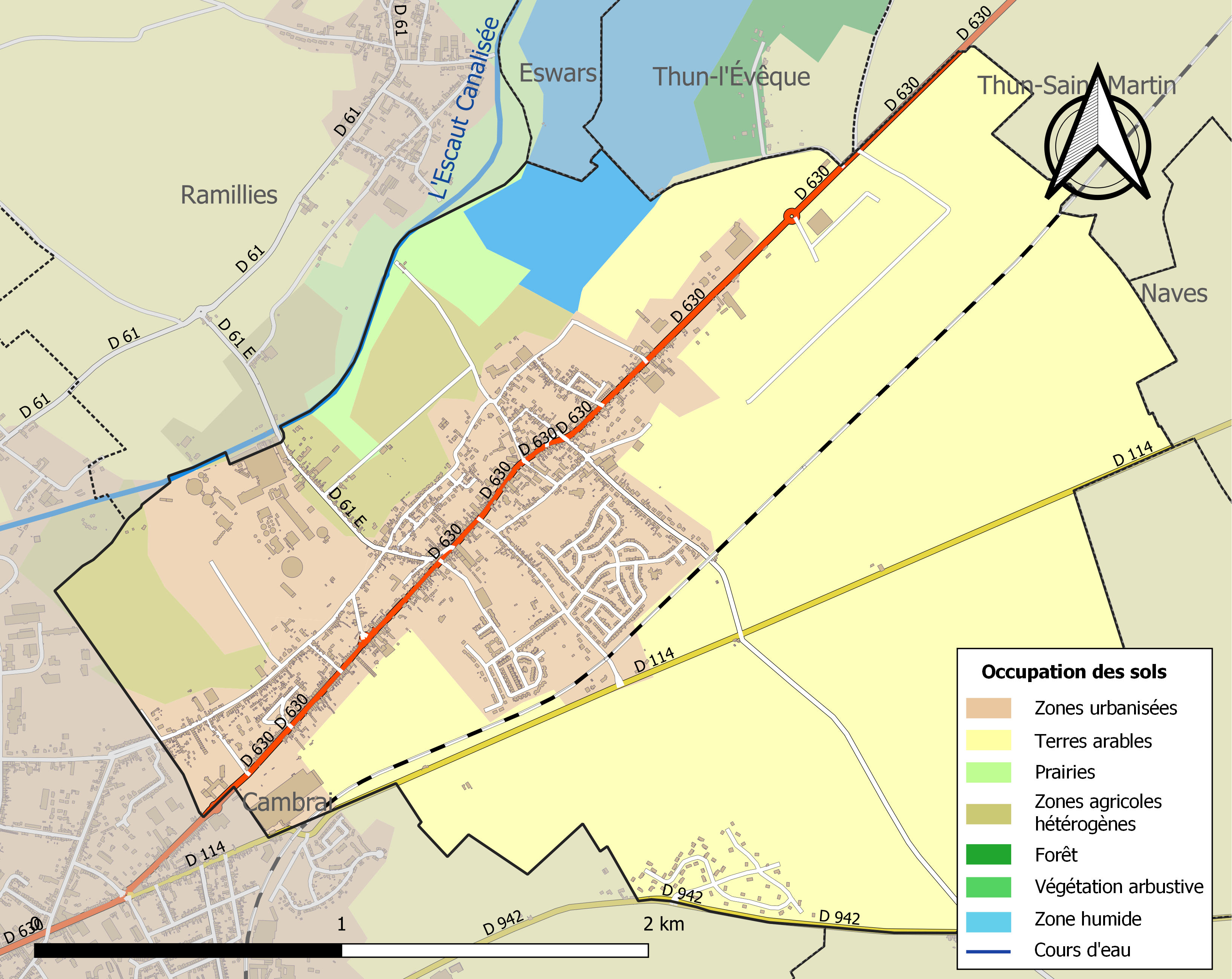
Kaart van de gemeente met belangrijkste infrastructuur, bodemgebruik en omliggende gemeenten

## Demografie
Onderstaande figuur toont het verloop van het inwonertal (bron: INSEE-tellingen).

## Afbeeldingen

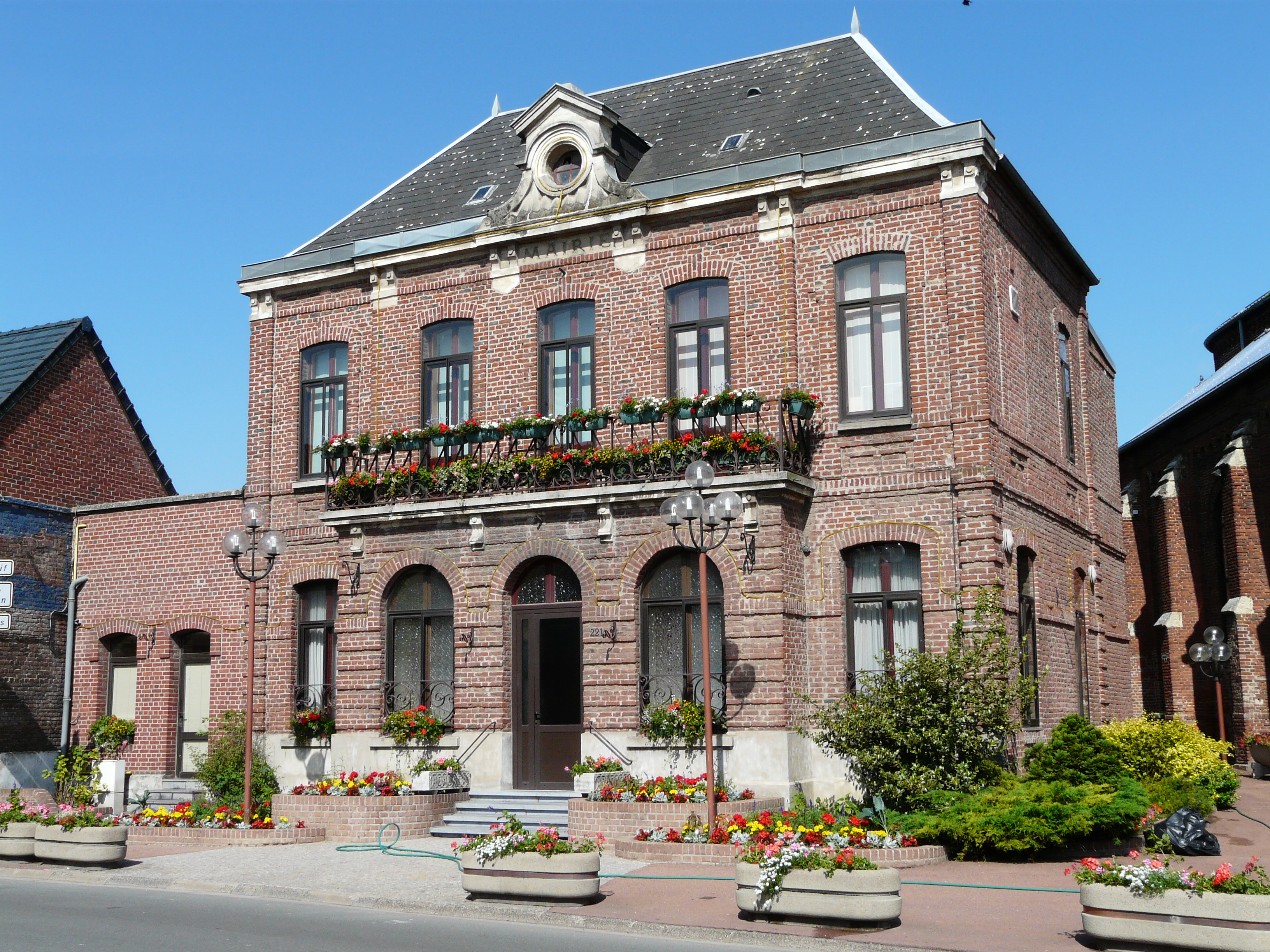
Gemeentehuis
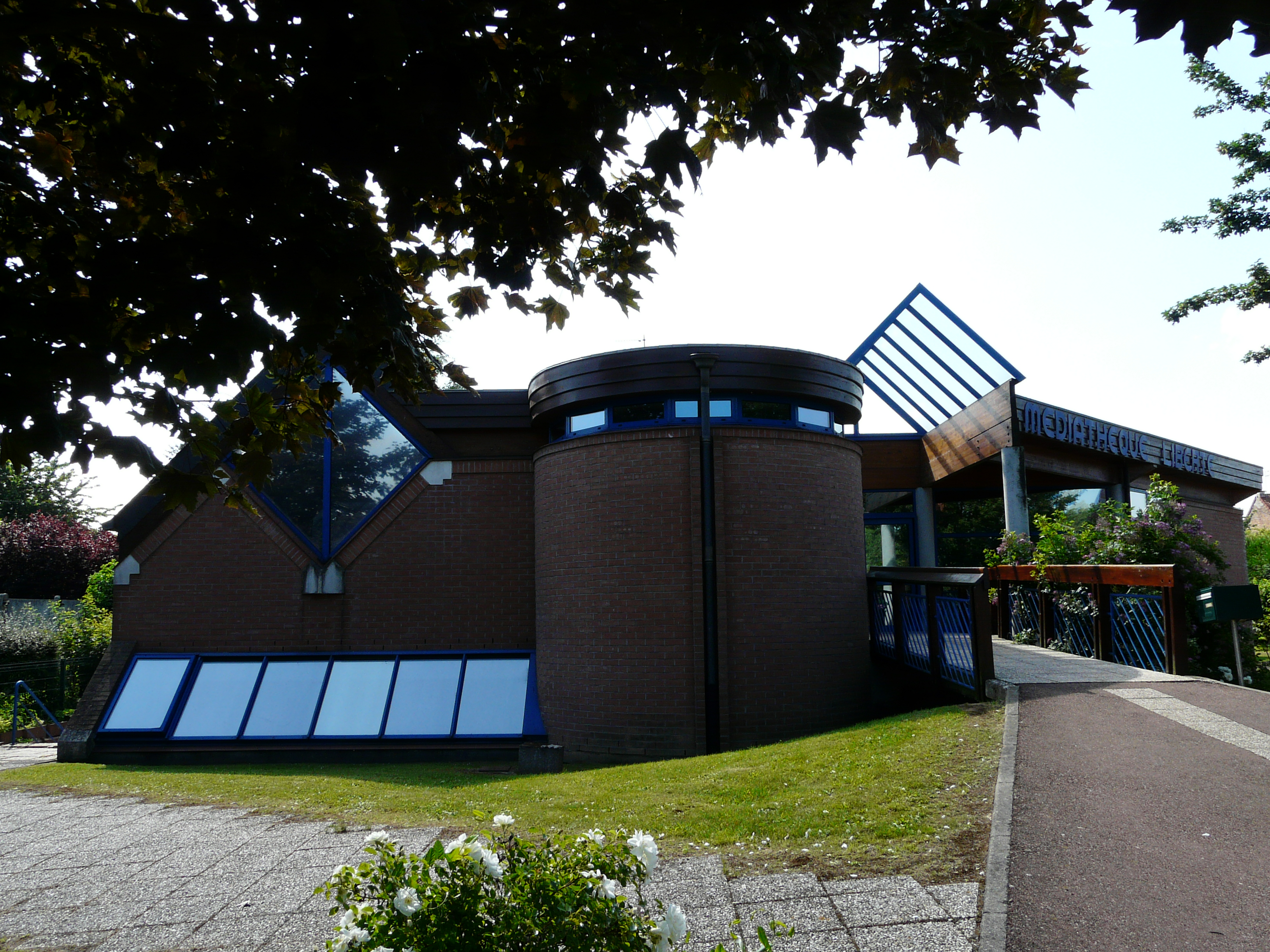
Mediatheek
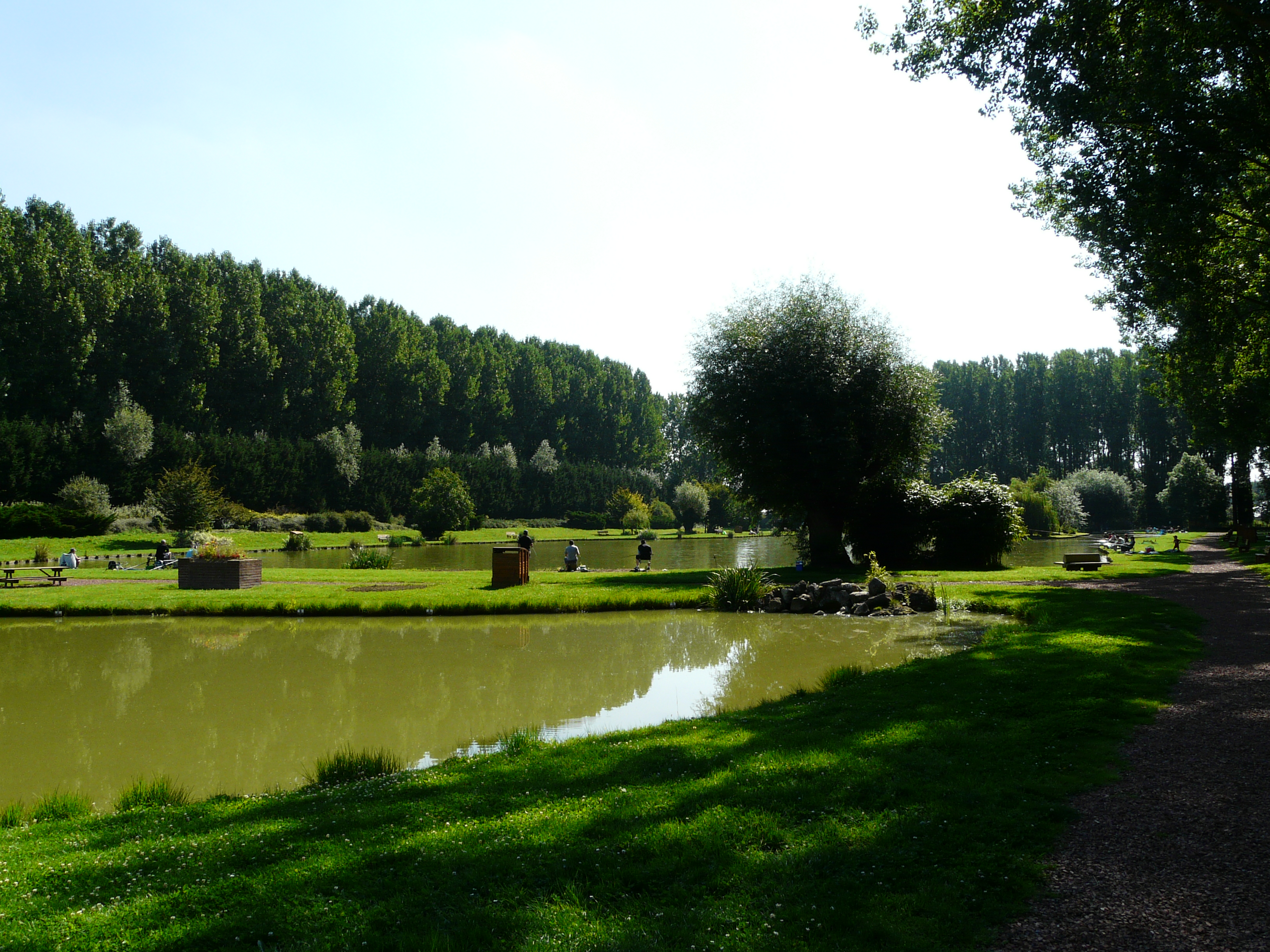
Recreatiegebied